# Stelling van Proth
In de getaltheorie, een onderdeel van de wiskunde, geeft de stelling van Proth voorwaarden waaronder een prothgetal een priemgetal is. Prothgetallen zijn kandidaten voor priemgetallen, maar niet elk prothgetal is priem. 
De stelling zegt dat het prothgetal {\displaystyle p=k\cdot 2^{n}+1}, met {\displaystyle k} oneven en {\displaystyle k<2^{n}} een priemgetal is, als er een geheel getal {\displaystyle a}
is, waarvoor
{\displaystyle a^{(p-1)/2}\equiv -1\mod {p}}
In dat geval wordt {\displaystyle p} een prothpriemgetal genoemd.
Dit is een praktische toets, want als {\displaystyle p} priem is, voldoet bijna de helft van alle te kiezen getallen {\displaystyle a}.
De stelling is vernoemd naar François Proth (1852-1879). 